# Alva Colquhoun
Alva Colquhoun (n. 30 martie 1942, Brisbane, Queensland, Australia) este o înotătoare ce a reprezentat Australia, medaliată olimpică. A participat la o ediție a Jocurilor Olimpice (1960) în care a câștigat două medalii de argint.